# Roncus belluatii
Espèce
Roncus belluatii est une espèce de pseudoscorpions de la famille des Neobisiidae.

## Distribution
Cette espèce est endémique de Ligurie en Italie,. Elle se rencontre sur le mont Carmo di Loano.

## Publication originale
- Gardini, 1992 : Roncus belluatii, nuova specie eutroglofila del Toiranese, Liguria occidentale (Pseudoscorpionida, Neobisiidae). Fragmenta Entomologica, vol. 23, no 2, p. 201-211.